# Прецртани чек
Прецртани чек је чек који је посебно означен са инструкцијом о начину на који може бити подмирен. Заједничке инструкције састоје се у посебном означавању да депоновање може да се врши директно путем налога са банком или орочено плаћање посредством банке преко бројача. Одступања у формату и изражавању између земаља могу бити постављена или између две паралелне линије или вертикално кроз чек или у горњем левом углу. Када користи прецртани чек, потписник чека може ефикасно да заштити чек који је потписао од крађе или уновчења.
Чекови могу бити отворени (непрецртани) или прецртани.

## Отворени чек
Отворени чек је чек који није прецртан у левом углу и не може да се исплати са бројача од стране лица којем је издата (посредством банке) приликом провере чека.

## Прецртани чек
Прецртани чек је чек који може да се отплати искључиво прикупљањем од стране банкара и никако директно преко бројача банке. 
Чек је прецртан када су две паралелно-попречне линије, са или без иједне речи, нацртане у горњем левом углу чека. 

### Врсте прецртавања

#### Обично прецртавање
Прецртани чек уопште је чек који садржи две паралелно-попречне линије, опционо са речима "and company" или "&Co" (или неку њихову скраћеницу) на полеђини чека, између линија, обично у горњем левом углу чека или на било ком месту приближном половини (ширине) чека. У Уједињеном Краљевству прецртавање чека може бити од стране особе која је првобитно написала чек (потписник) или легитимно може бити додата од стране особе која би чек исплатила (прималац чека) или чак од стране банке у којој је чек исплаћен.
Уопштено, прецртани чекови могу бити плаћени искључиво преко банкарског налога, тако да корисник буде праћен.
Прецртан чек, сам по себи, не утиче на инструмент преговарања.

#### Рестриктивно или посебно прецртавање
Када су неке уобичајене инструкције написане између две паралелно-попрелне линије (које представљају проверу проласка чека) могу резултовати постављање одређених ограничења у прикупљању или плаћању од стране банкара, а то се зове рестриктивно (ограничено) прецртавање. Пример за то, у овом случају, представља "Само рачун примаоца" или "Државна банка Индије" која поштује ограничења мандата за плаћање чека само преко налога примаоца или плаћање чека само посредством Државне банке Индије (која поступа као банкар за прикупљање).

##### Рачун примаоца
Додавање "проласка" чека повећава безбедност у смислу да он не може бити исплаћен на шалтеру, али мора да буде плаћен у оквиру налога под тачним именом под којим се првобитно појавио на линији "Прималац" на чеку, то јест особа која је примила чек, која је легални "Прималац" и "Власник" чека.

##### Посебна банка
Прецртавање може да има назив посебног банкара додатог између линија. Чек који је тако прошао може да буде плаћен једино преко налога у тој банци. Корисници банке могу да дозволе додатни пролаз чека у другој банци, који се представљају као њихови заступници у прикупљању уплате за чек, да би чек био плаћен у њихово име.

##### Није преносив
Речи "није преносив" могу бити додате на чеку до проласка.
Ефекат таквог проласка јесте тај да он отклања најважније карактеристике инструмента за преговарање, јер власник прецртаног чека не може да добије бољи назив од тог наслова преносиоца (не може да постане власник чека у уговорено време) и не може да пренесе назив његовом власнику, с тим што инструмент остаје преносив.

## Последице због којих банке не пристају да раде са прецртаним чековима
Недостаци банака да пристану да раде са прецртаним чековима огледају се у томе што би кршиле уговор са својим купцем. Банка можда не би била у могућности да упише задужење потписнику налога и била би одговорна правом власнику чека за његов губитак